# Luis de Eguílaz
Damaso Luis Martínez Eguílaz y Eguílaz (Sanlúcar de Barrameda, 20 de agosto de 1830 - Madrid, 22 de julio de 1874) fue un escritor y autor dramático español, padre de la también dramaturga Rosa de Eguílaz y Renart.

## Biografía
Fue discípulo del famoso humanista y fraile exclaustrado Juan María Capitán. Estudió derecho en Madrid y se dio a conocer literariamente allí con un estudio crítico muy fino y justo sobre la novela de Fernán Caballero Clemencia; utilizó a veces el pseudónimo El Licenciado Escribe, jugando con el nombre del famoso autor dramático francés Eugène Scribe. Su vocación dramática fue temprana: a los catorce años había ya estrenado en Jerez de la Frontera la comedia en un acto Por dinero baila el perro.
En la Corte le protegió el famoso hombre de letras, hijo ilegítimo de Sebastián de Miñano y Bedoya, Eugenio de Ochoa. Gracias a él pudo estrenar en 1853 su primera obra seria, Verdades amargas, cuyo éxito situó al autor entre los más populares de la época. En los últimos años de su vida dirigió el Archivo Histórico Nacional. Murió el 24 de julio de 1874; la noticia afectó mucho a Marcelino Menéndez Pelayo, que por entonces veraneaba en Santander, y compuso un poema a su memoria fechado el 5 de agosto de 1874. Existe un retrato al óleo de Luis de Eguílaz en el Ateneo de Sanlúcar de Barrameda.

## Obra
Sus obras dramáticas son de vigorosa concepción, con personajes muy bien caracterizados, pero posee un lirismo excesivo y acaso poco flexible. Su teatro es de ideología tradicionalista y adoctrina mediante los procedimientos del costumbrismo. Sus obras pueden dividirse en tres grupos:
- 1. Obras semihistóricas de rasgos líricos, como Las querellas del rey Sabio (1858), donde utiliza una buena imitación de la fabla medieval; El patriarca del Turia (1874), en que se refiere al escritor Juan de Timoneda; La vaquera de la Finojosa (1856), inspirada en la famosa serranilla de Íñigo López de Mendoza; El caballero del milagro, donde dramatiza la vida del famoso escritor barroco Agustín de Rojas Villandrando; Los dos camaradas, en la que son los personajes principales Miguel de Cervantes y Juan de Austria y que en realidad es un drama en dos actos, Miguel de Cervantes, cuya primera parte dejó sin concluir Ventura de la Vega a su muerte, terminándola Eguílaz y añadiendo además un proemio dramático en un acto titulado "Un hallazgo literario" donde explica la génesis de la obra; Alarcón (1853), sobre el dramaturgo mexicano Juan Ruiz de Alarcón; Una aventura de Tirso (1855), sobre el célebre comediógrafo áureo fray Gabriel Téllez; Una broma de Quevedo, Cuando ahorcaron a Quevedo, Lope de Rueda, etcétera.

- 2. Obras de tendencia moralizadora y práctica, como Mentiras dulces (1859), Verdades amargas (1853), Los soldados de plomo (1865), La cruz del matrimonio (1860, su éxito mayor), Grazalema, Quiero y no puedo, La vida de Juan Soldado, de la que hay edición moderna al cuidado de Víctor Cantero García (Alcalá de Guadaíra: Guadalmena, 1998), etcétera.

- 3. Libretos de zarzuela: El salto del pasiego (1878, póstuma, con música de Manuel Fernández Caballero), El molinero de Subiza, con música de Cristóbal Oudrid (1870), sin duda su mayor éxito en este género; El esclavo, (1857), etcétera.

Eguílaz ejerció todos los géneros dramáticos y escribió también algunas comedias en colaboración, como Una virgen de Murillo, con Luis Mariano de Larra; también escribió novelas históricas: La espada de San Fernando en especial fue muy reimpresa, y hay incluso una edición moderna con introducción, apéndice y notas de Carmen Mateos Peñamaría (Madrid: Anaya, 1986), El talismán del diablo, El milagro... Eguílaz prologó además las Baladas españolas de Vicente Barrantes. La mejor edición de sus obras dramáticas es Obras dramáticas de don Luis de Eguílaz 
(París: Baudry, 1864).
Fallecido el 22 de julio de 1874 —en su domicilio de la calle San Agustín de Madrid—, fue enterrado en la Sacramental de San Nicolás de Bari.